# الملقوف (مسلسل)
الملقوف، مسلسل تلفزيوني كوميدي كويتي، عرض على تلفزيون الكويت عام 1973، ويعتبر بدايات للكوميديا في الكويت عن طريق الارتجال[بحاجة لمصدر]، وهو من إخراج عبد الرحمن الشايجي، وسعد المنير.

## الممثلون
- عبد الحسين عبد الرضا.
- محمد جابر.
- بكر الشدي.
- حياة الفهد.
- عبد الله الحبيل.
- أحمد الصالح.
- عبد الله خريبط.